# フォン・ノイマンメダル
フォン・ノイマンメダル、正確には「IEEEジョン・フォン・ノイマン・メダル」（IEEE John von Neumann Medal）は、コンピュータ関連の科学および工学への貢献に対して（ほぼ）毎年贈られる賞であり、IEEEが1990年に創設した。受賞対象には学術的なもの、技術的なもの、事業的なものが含まれ、必ずしも受賞年の業績である必要はない。
メダルの名称はジョン・フォン・ノイマンに因んで名づけられた。IBMがスポンサーとなっている。

## 受賞者
これまでの受賞者は以下の通り:
- 1992年 ゴードン・ベル
- 1993年 フレデリック・ブルックス
- 1994年 ジョン・コック
- 1995年 ドナルド・クヌース
- 1996年 カーバー・ミード
- 1997年 モーリス・ウィルクス
- 1998年 アイバン・サザランド
- 1999年 ダグラス・エンゲルバート
- 2000年 ジョン・ヘネシー、デイビッド・パターソン
- 2001年 バトラー・ランプソン
- 2002年 オルヨハン・ダール、クリステン・ニガード
- 2003年 アルフレッド・エイホ
- 2004年 バーバラ・リスコフ
- 2005年 マイケル・ストーンブレーカー
- 2006年 エドウィン・キャットマル
- 2007年 チャック・サッカー
- 2008年 レスリー・ランポート
- 2009年 スーザン・グラハム（英語版）
- 2010年 ジョン・ホップクロフト、ジェフリー・ウルマン
- 2011年 アントニー・ホーア
- 2012年 エドワード・J・マクラスキー（英語版）
- 2013年 en:Jack Dennis
- 2014年 クリーブ・モラー
- 2015年 ジェームズ・ゴスリン
- 2016年 クリストス・パパディミトリウ
- 2017年 ウラジーミル・ヴァプニク
- 2018年 en:Patrick Cousot
- 2019年 en:Éva Tardos
- 2020年 en:Michael I. Jordan
- 2021年 ジェフ・ディーン
- 2022年 en:Deborah Estrin
- 2023年 Frank Thomson Leighton
- 2024年 Christopher Manning
- 2025年 en:Miklós Ajtai

## 参考

### ジョン・フォン・ノイマン賞
- ジョン・フォン・ノイマン賞（The John von Neumann Award）は、The Rajk László College for Advanced Studies （ハンガリー、ブダペスト）が社会科学の優れた学者に与える賞である。賞は1994年に制定され、毎年、与えられる。

### ジョン・フォン・ノイマン理論賞
- フォン・ノイマンの名が冠せられた賞としては他に Institute for Operations Research and Management Science (INFORMS) が同研究所の研究分野（オペレーションズリサーチと管理工学）への貢献に対して授与するジョン・フォン・ノイマン理論賞（The John von Neumann Theory Prize）がある。